# Харківське (Бєлгородська область)
Харківське — село у Ровенському районі Білгородської області Росії. Адміністративний центр Харківського сільського поселення .

## Географія
Село розташоване в південно-східній частині Білгородської області, за 28,9 км на північний схід по прямій від Ровенек, районного центру.

## Історія
Перша згадка села знайдена у ревізських казках у 1796 році.
Слобода Харківське належала графу Шереметєву.
У 1859 році — Бірюцького повіту «слобода володарська Харківська при вершині Щечиного яру», «з правого боку великого поштового тракту від міста Бірюча до міста Острогозька» — церква православна.
У 1900 році у волосній слободі Харківської «при Щучому ярі» — 981,1 десятини земельного наділу, церква, 2 громадські будівлі, земська школа і школа грамотності, 2 олійні заводи, 5 вітряків, 2 дріб'язкові та винні крамниці, 2 ярмарки у рік.
В 1903 зі слободи був призваний на службу в армію майбутній маршал Радянського Союзу (1935) С. М. Будьонний .
З 1935 року село Харківське у Радянському районі — центр Харківської сільради .
У 1930-х роках у селі з матеріалів зламаної церкви почали будувати шкільний будинок. Будівництво йшло повільно та його зупинила Німецько-радянська війна. А після війни недобудовану школу розібрали та перевезли до райцентру — села Радянське (Шелякине), де у війну було зруйновано будівлю райвиконкому .
У другій половині 1950-х років Харківська сільрада залишалася найбільшою в Радянському районі: села Грузське, Калініченкове, Копанки, Мар'ївка, хутори та селища Друга Олександрівка, Іванівка, Калашніков, Первомайська, Сергіївка, Ситників та Соколи.
У квітні 1961 року Радянський район було скасовано, а Харківську сільраду переведено до складу Ровенського району.
На початку 1970-х років до сільради входили села Грузське, Маслівка та хутір Максименкове та селище Сергіївка.
1974 року в селі Харківському відкрилася восьмирічна школа, наступного року вона стала середньою.
1997 року село Харківське у Рівненському районі стало центром Харківського сільського округу, до якого входять також село Маслівка та хутір Максименкове.
У 2010 році село Харківське — центр Харківського сільського поселення (2 села та хутір) Ровенського району .

## Населення
У 1859 році в слободі Харківської враховано 124 двори, 1002 мешканців (483 чоловіки, 519 жінок).
1900 року у волосній слободі Харківській — 138 дворів, 916 мешканців (493 чоловіки, 423 жінки).
За даними переписів населення у селі Харківському на 17 січня 1979 року — 557 мешканців, на 12 січня 1989 року — 678 (318 чоловіків, 360 жінок), на 1 січня 1994 року — 243 господарства та 746 мешканців.

У 1997 році в Харківському враховано 244 подвір'я, 733 жителі, у 1999 році — 721 житель, у 2001 році — 690.
| 2002 | 2010 |
| ---- | ---- |
| 634  | ↘584 |

## Інфраструктура
На початку 1990-х років Харківське залишалося центром колгоспу «Дружба» (1992 року — 334 колгоспники), зайнятого рослинництвом та тваринництвом. Станом на 1995 рік у селі — АТЗТ «Дружба», поштове відділення, дільнична лікарня, Будинок культури, середня школа .